# Salacca bakeriana
Salacca bakeriana är en enhjärtbladig växtart som beskrevs av John Dransfield. Salacca bakeriana ingår i släktet Salacca och familjen Arecaceae. Inga underarter finns listade i Catalogue of Life.